# أوستين توماس
أوستين توماس (بالهولندية: Austin Thomas)‏ هو مبارز بالسيف هولندي، ولد في 25 مايو 1939، وتوفي في مايو 2018.

## وصلات خارجية
- أوستين توماس على موقع أوليمبيديا (الإنجليزية)